# 冯古庄墓地
冯古庄墓地位于中国山西省运城市新绛县三泉镇冯古庄村南，是一处全国重点文物保护单位。

## 保护
2013年3月5日，冯古庄墓地公布为第七批全国重点文物保护单位，古墓葬类，年代为西周，编号7-0524。	